# Eugeniusz Zuger
Eugeniusz Zuger (ur. 30 grudnia 1882, zm. 10 marca 1954) – podpułkownik piechoty Wojska Polskiego.

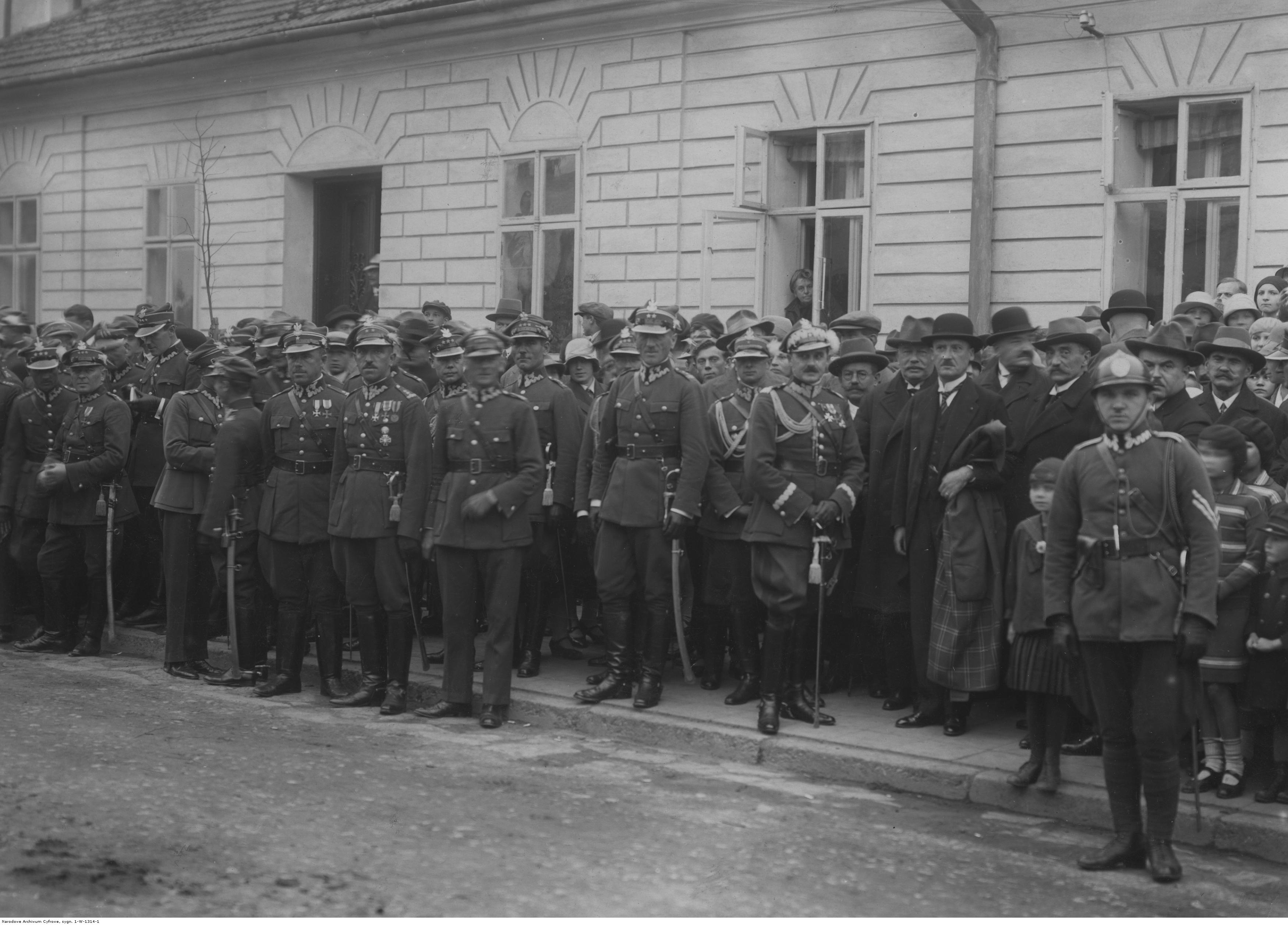
Święto 2 Pułku Strzelców Podhalańskich w Sanoku w 1928. Grupa żołnierzy przed apteką przy ul. T. Kościuszki, pośrodku widoczny ppłk Eugeniusz Zuger z szablą przy lewej ręce

## Życiorys
W czasie I wojny światowej walczył w szeregach cesarskiej i królewskiej armii. 1 stycznia 1915 roku został mianowany kapitanem piechoty. W 1917 roku jego oddziałem macierzystym był c. i k. 41 pułk piechoty.
Po odzyskaniu przez Polskę niepodległości został przyjęty do Wojska Polskiego. 3 maja 1922 roku został zweryfikowany w stopniu majora ze starszeństwem z dniem 1 czerwca 1919 roku i 42. lokatą w korpusie oficerów piechoty, a jego oddziałem macierzystym był 49 pułk piechoty. 10 lipca 1922 roku został zatwierdzony na stanowisku dowódcy batalionu. W 1923 roku pełnił obowiązki dowódcy batalionu sztabowego 22 pułku piechoty w Siedlcach. W 1924 był dowódcą II batalionu 22 pułku piechoty. 31 marca 1924 roku został awansowany na podpułkownika ze starszeństwem z dniem 1 lipca 1923 roku i 28. lokatą w korpusie oficerów piechoty. 22 maja 1925 roku został przeniesiony do 82 Syberyjskiego pułku piechoty w Brześciu na stanowisko zastępcy dowódcy pułku. 22 lipca 1927 roku został przeniesiony do 2 pułku Strzelców Podhalańskich w Sanoku na stanowisko dowódcy pułku. 31 marca 1930 roku został zwolniony z zajmowanego stanowiska z równoczesnym oddaniem do dyspozycji dowódcy Okręgu Korpusu Nr X i z zachowaniem dotychczasowego dodatku służbowego. W 1934 jako podpułkownik w stanie spoczynku był przydzielony do Oficerskiej Kadry Okręgowej nr I jako oficer przewidziany do użycia w czasie wojny i pozostawał wówczas w ewidencji Powiatowej Komendy Uzupełnień Warszawa Miasto III.
Jego żoną była Maria (zm. 1974).
Zmarł 10 marca 1954 i został pochowany na cmentarzu komunalnym w Koszalinie (kwatera R-11/13/28).

## Ordery i odznaczenia
- Złoty Krzyż Zasługi (24 maja 1929)[14][15]
- Brązowy Medal Zasługi Wojskowej Signum Laudis z mieczami na wstążce Krzyża Zasługi Wojskowej (Austro-Węgry)
- Krzyż Jubileuszowy Wojskowy (Austro-Węgry)
- Krzyż Pamiątkowy Mobilizacji 1912–1913 (Austro-Węgry)